# کنپا لوباوسکا
کنپا لوباوسکا (به لهستانی:  Kępa Lubawska) یک روستا در لهستان است که در گمینا پاتسانوو واقع شده‌است.
 کنپا لوباوسکا  ۱۹۸ نفر جمعیت دارد.